# Sergiu Hanca
Sergiu Cătălin Hanca (n. 4 aprilie 1992, Târgu Mureș, România) este un fotbalist român, care joacă pe post de mijlocaș la Petrolul în SuperLiga României. Pe plan internațional, are prezențe la națională pentru România.

## Cariera la echipa de club
Crescut la ASA Tîrgu Mureș (FCM Târgu Mureș pe atunci), Sergiu Hanca a debutat în Liga 1 în anul 2009, jucând pentru prima echipă a celor de la ASA Tîrgu Mureș, unde, pe parcurs, a acumulat 77 de apariții marcând de 4 ori și dând 6 pase decisive.
După junioratul său, a jucat pentru FC Snagov (liga a 2-a românească), unde a avut 31 de apariții totale. De acolo a fost transferat la FC Bihor Oradea, unde nu a stat prea mult și a fost transferat înapoi unde și-a făcut junioratul, și anume la ASA Tîrgu Mureș.
Pe data de 7 ianuarie 2016 a fost transferat la echipa Dinamo București pentru suma de €450.000, echipă la care evoluează până în prezent.
Prima oară a jucat pe postul de fundaș dreapta, fiind reinventat de către antrenorul Ioan Andone la Dinamo pe postul de mijlocaș dreapta, post unde joacă și în prezent și o face mai bine.
Acesta a fost desemnat mijlocașul sezonului 2016/17 și de 2 ori la rând fotbalistul lunii.

## Cariera la echipa națională
Prima oară a fost convocat la echipa națională de către selecționerul Christoph Daum în anul 2016.
Acesta are 4 apariții la rând și a jucat titular în meciul cu reprezentativa Chile, meci câștigat de tricolori cu scorul de 3-2 și nu are încă niciun gol înscris.

## Palmares
- ASA Târgu Mureș
  - Supercupa României: 2015
- FC Dinamo București
  - Cupa Ligii: 2017